# Laccophilus pseudanticatus
Laccophilus pseudanticatus is een keversoort uit de familie waterroofkevers (Dytiscidae). De wetenschappelijke naam van de soort is voor het eerst geldig gepubliceerd in 2002 door Toledo, Hendrich & Stastný.